# London Symphony Orchestra, Vol. 1
London Symphony Orchestra, Vol. 1 studijski je album američkog glazbenika Frank Zappe, koji izlazi u lipnju 1983.g. Zappa ovaj album snima s "London Symphony Orchestrom", s kojim izvodi svoje četiri kompozicije, "Sad Jane", "Pedro's Dowry", "Envelopes", i "Mo 'n Herb's Vacation", a snima ih u siječnju 1983. Ovo je treći album na kojem Zappa angažira orkestar, godine 1967. snimao je s orkestrom na albumu Lumpy Gravy, i 1979. na Orchestral Favorites.

## Popis pjesama
1. "Sad Jane" – 10:05
2. "Pedro's Dowry" – 10:26
3. "Envelopes" – 4:11
4. "Mo 'n Herb's Vacation, First Movement" – 4:50
5. "Mo 'n Herb's Vacation, Second Movement" – 10:05
6. "Mo 'n Herb's Vacation, Third Movement" – 12:56

## Izvođači
- The London Symphony Orchestra i dirigent Kent Nagano
- David Ocker – klarinet
- Chad Wackerman – bubnjevi
- Ed Mann – udaraljke

## Produkcija
- Frank Zappa – producent
- Mark Pinske – Projektor snimanja
- John Vince – dizajn omota albuma

## Vanjske poveznice
- Detalji o albumu na Lyricsu
- Informacije o izlasku albuma